# آرامگاه امامزاده سید نورالله
بقعه امامزاده سید نورالله مربوط به دوره تیموریان - دوره صفوی است و در مشهد، بخش احمدآباد، روستای رباط سفید واقع شده و این اثر در تاریخ ۸ مرداد ۱۳۸۱ با شمارهٔ ثبت ۵۹۶۱ به‌عنوان یکی از آثار ملی ایران به ثبت رسیده است.